# Championnat d'Estonie de football 1997-1998
Navigation
Saison précédente Saison suivante
La saison 1997-1998 du Championnat d'Estonie de football était la 7e édition de la première division estonienne à poule unique, la Meistriliiga. Les 8 clubs jouent les uns contre les autres lors de 2 phases de poules. C'est la dernière saison à fonctionner ainsi. En effet, à partir de la saison prochaine, le championnat se disputera sur l'année civile et non sur la saison sportive classique (de la fin de l'été au printemps). Par conséquent, il n'y a pas de relégation à la fin de la saison.
C'est le FC Flora Tallinn qui remporte le championnat après avoir terminé en tête de la poule pour le titre. C'est le 3e titre de champion d'Estonie de son histoire.

## Les 8 clubs participants
| - FC Flora Tallinn - FC TVMK Tallinn (anciennement FC Marlekor Tallinn) - Tallinna Sadam - FC Lantana Tallinn | - FC Narva Trans - JK Tulevik Viljandi (anciennement Lelle SK) - Lelle SK (a absorbé le JK Vall Tallinn) - JK Eesti Põlevkivi Jõhvi |

## Compétition

### Première phase
Le barème servant à établir le classement se décompose ainsi :
- Victoire : 3 points
- Match nul : 1 point
- Défaite : 0 point

| Rang | Équipe                   | Pts | J  | G  | N | P  | Bp | Bc | Diff |
| ---- | ------------------------ | --- | -- | -- | - | -- | -- | -- | ---- |
| 1    | FC Flora Tallinn         | 37  | 14 | 12 | 1 | 1  | 39 | 6  | +33  |
| 2    | Sadam Tallinn            | 31  | 14 | 9  | 4 | 1  | 42 | 15 | +27  |
| 3    | JK Tulevik Viljandi      | 20  | 14 | 6  | 2 | 6  | 21 | 20 | +1   |
| 4    | FC Lantana Tallinn       | 19  | 14 | 5  | 4 | 5  | 20 | 17 | +3   |
| 5    | FC Narva Trans           | 15  | 14 | 4  | 3 | 7  | 13 | 26 | -13  |
| 6    | FC TVMK Tallinn          | 14  | 14 | 4  | 2 | 8  | 13 | 29 | -16  |
| 7    | JK Eesti Põlevkivi Jõhvi | 11  | 14 | 2  | 5 | 7  | 11 | 23 | -12  |
| 8    | Lelle SK                 | 10  | 14 | 3  | 1 | 10 | 11 | 34 | -23  |

|  | Qualifié pour le barrage pour le titre |

### Deuxième phase

#### Poule pour le titre
Les équipes classées de la 1re à la 6e place à l'issue de la première phase se disputent le titre de champion d'Estonie au sein d'une poule où chacune des équipes rencontre 2 fois ses adversaires. Chaque équipe démarre la seconde phase avec la moitié des points acquis lors de la première phase.
| Rang | Équipe               | Pts | J  | G | N | P | Bp | Bc | Diff |
| ---- | -------------------- | --- | -- | - | - | - | -- | -- | ---- |
| 1    | FC Flora Tallinn C   | 42  | 10 | 7 | 2 | 1 | 34 | 10 | +24  |
| 2    | Sadam Tallinn        | 32  | 10 | 5 | 1 | 4 | 26 | 22 | +4   |
| 3    | FC Lantana Tallinn T | 25  | 10 | 4 | 3 | 3 | 17 | 17 | 0    |
| 4    | FC Narva Trans       | 24  | 10 | 5 | 1 | 4 | 14 | 19 | -5   |
| 5    | JK Tulevik Viljandi  | 19  | 10 | 2 | 3 | 5 | 11 | 15 | -4   |
| 6    | FC TVMK Tallinn      | 13  | 10 | 2 | 0 | 8 | 4  | 23 | -19  |

## Bilan de la saison
| Tableau d'Honneur                 |                  |
| Compétition                       | Vainqueur        |
| Championnat d'Estonie de football | FC Flora Tallinn |
| Coupe d'Estonie de football       | FC Flora Tallinn |

| Qualifications européennes              |                     |
| Ligue des champions de l'UEFA 1998-1999 | Qualifié            |
| Tour préliminaire                       | FC Flora Tallinn    |
| Coupe des Coupes 1998-1999              | Qualifié            |
| Tour préliminaire                       | FC Lantana Tallinn  |
| Coupe UEFA 1998-1999                    | Qualifié            |
| Tour préliminaire                       | Sadam Tallinn       |
| Coupe Intertoto 1998                    | Qualifié            |
| Premier tour                            | JK Tulevik Viljandi |

| Promotion et relégation |       |
| Relégués en Esiliiga    | Aucun |
| Promus en Meistriliiga  | Aucun |